# 파낙
파낙 주식회사(일본어: ファナック株式会社 화낫쿠카부시키가이샤[*], FANUC Corporation)는 일본 굴지의 산업용 로봇 및 공작기계 제조 업체이다. 회사명 FANUC은 "Fuji Automatic NUmerical Control"(한국어: 후지 오토매틱 뉴머리컬 컨트롤)의 약자이다. 후지 산 기슭인 야마나시현 미나미쓰루군 오시노촌의 광대한 부지에 본사, 연구소, 공장 등이 있다. 세계적인 대기업으로는 희귀하게도 시골 마을의 산 속에 본사를 두고 있다.
파낙이라는 기업 차원에서 노란색을 매우 선호하기 때문에 본사 건물의 외벽부터 직원 유니폼, 제품의 색깔까지 모두 노란색이다. 그러나 근래에는 협동로봇 제품을 초록색으로 출시하고 있으며, 하얀색 제품도 내놓기 시작하였다.

## 연혁
- 1955년 - 후지쯔 계산 제어 사업부 창설
- 1972년 5월 - 후지쯔의 자회사로 독립. 당시 사명은 "후지쯔 파낙 주식회사"
- 1976년 11월 - 도쿄 증권 거래소 2부에 상장.
- 1982년 7월 - 사명을 '파낙 주식회사'로 변경.
- 1983년 9월 - 도쿄 증권 거래소 1부에 상장.
- 1987년 - 미국 GE와 합작회사 설립으로 GE에 OEM용 공작기계 공급 시작
- 2011년 - TOPIX Core30 종목에 포함.

## 같이 보기
- 산업용 로봇
- 수치 제어